# Макрофінансова підтримка України Європейським Союзом
Макрофінансова підтримка України Європейським Союзом (МФП) — надається Європейським Союзом у вигляді позик, як доповнення до програми співробітництва України з МВФ «Механізм Розширеного Кредитування» (EFF).
МФП надається країнам-партнерам ЄС в разі серйозних проблем платіжного балансу. Відсоткова ставка позики визначається під час виходу Європейської Комісії, що має найвищий кредитний рейтинг (ААА), на зовнішній ринок запозичень для отримання коштів, що перераховуватимуться Україні за тією самою кредитною ставкою.
Перші два пакети фінансування надавалися Україні Європейським Союзом у 2014 та 2015 загальним обсягом 1,61 млрд євро.
Третій пакет становитиме 1,8 млрд євро у вигляді середньострокових позик. Буде наданий для стабілізації фінансової системи України, поліпшення платіжного балансу та проведення реформ.
Загальний обсяг фінансування України з боку ЄС становитиме 3,41 млрд євро, що є найбільшою за обсягом фінансовою підтримкою країни-не члена ЄС за короткий період часу.
Меморандум про взаєморозуміння (визначає передумови виділення коштів кожного траншу допомоги) та Кредитна угода (містить технічні особливості надання позикових коштів) між Україною та Європейським Союзом щодо надання Україні третього пакета макрофінансової підтримки ЄС у сумі 1,8 млрд євро була підписана 22 травня у Ризі. Від України документи підписали Міністр фінансів України Наталія Яресько та Голова Національного банку України Валерія Гонтарєва, з боку ЄС - віцепрезидент Єврокомісії Валдіс Домбровскіс.
Європейський Союз за 5 років (2014-2019) надав Україні 15 мільярдів євро і має намір продовжувати фінансову підтримку в міру реалізації реформ у країні.